# Loxley
Loxley es un pueblo ubicado en el condado de Baldwin en el estado estadounidense de Alabama. En el censo de 2000, su población era de 1348.

## Demografía
En el 2000 la renta per cápita promedia del hogar era de $ 33.583$, y el ingreso promedio para una familia era de 43.500$. El ingreso per cápita para la localidad era de 18.099$. Los hombres tenían un ingreso per cápita de 34.609$ contra 22.614$ para las mujeres.

## Geografía
Loxley está situado en 30°37′27″N 87°45′17″O / 30.62417, -87.75472 (30.623500, -87.754732)
Según la Oficina del Censo de los EE. UU., la ciudad tiene un área total de 2.44 millas cuadradas (6.31 km²).